# Геноцид над Србима у Првом светском рату
Геноцид над Србима у Првом светском рату односи се на злочине аустроугарске и бугарске војске у Србији током Првог светског рата (1914—1918). Злочини над српским становништвом имали су обележја организованог и систематског прогона и терора који је спровођен не само у циљу војног и политичког сламања, већ и биолошког истребљења српског народа.
Аустроугарски окупатор је у Србији и Црној Гори подвргао становништво економској експлоатацији и завео суров режим са трајним циљем да у државама сломи свест народа о самосталној државности. Окупатор је уништавао и отуђивао културна добра, забранио национално писмо ћирилицу те из школских програма избацивао српске родољубиве песнике попут Његоша. Заведени су преки судови и вршено је интернирања у великим таласима и по 50.000 људи у концентрационе логоре, где је од терора страдао велики број људи а нарочито деце, због чега је међународни Црвени крст интервенисао. Аустроугари су извршили бројне ратне злочине и више стрељања цивила и ратних заробљеника. Бугарски окупатор је радио на уништењу значајног дела српског народа и бугаризације људи и територије.
Злочини почињени у Првом светском рату оставили су дугорочне последице на демографску слику српског народа.

## Злочини бугарске војске

### Циљ
Циљ бугарске политике био је бугаризација источне, јужне и старе Србије. У ту сврху је депортовано неколико десетина хиљада људи, жена и деце у логоре, вршени су масакри и ратни злочини над цивилима, низ села је потпуно уништен, одређене категорије становништва посебно су таргетиране, са циљем да си истреби српско становништво.

### Ток догађаја
Од новембра 1915. у југоисточном делу Србије бугарски окупатор је завео безобзирну експлоатацију и неподношљив терор. Вршио је најбруталнију денационализацију српског народа, наметнувши му бугарску националност, језик, писмо и богослужење у црквама. У Нишу и Лесковцу су спалили све српске књиге, уџбенике и ђачке свеске.
У време Првог светског рата у Пирот долази бугарска управа и на простору намеће бугарску националну свест. После Првог светског рата, Нејским споразумом, Димитровград и околина су прикључени Краљевини Срба, Хрвата и Словенаца и српска управа на простору на којем је већ формирана бугарска национална свест намеће српску националну свест. Са бугарском окупацијом поново оживљавају неостварене санстефанске претензије као и мере тзв. „бугаризације”, које су обухватиле затварање српских школа, забрану богослужења на српском језику, увођење бугарског као службеног језика, измена презимена у бугарском духу. Све ове мере извршене су смишљено и насилно. Најпре је извршено убијање учитеља и свештеника и других родољуба, као и масовне пљачке народа и одвођење у Бугарску.
Убрзо после уласка бугарских јединица на територију Србије, видело се да нова окупациона управа жели што брже да изврши процес денационализације.
Саставни део мера које је предузимао бугарски окупатор било је спаљивање и уништавање књига и писаних докумената 1915. г. на два места у Пироту на тргу у Тијабари и на пијаци код старе поште на Пазару. Велики број ретких и
вредних књига, међу којима и књиге гимназијске библиотеке, нестало је у тој „чистки”. Бугари су однели и многе културне вредности са окупираних српских територија, међу којима и двострану икону из Погановског манастира, коју је у 14. веку поклонила Јелена, кћи Константина Дејановића, заједно са иконостасом изузетне вредности.
За све време трајања рата вршио је масовно убијање српског становништва, што је изазвало спонтани покрет отпора народа. Делфа Иванић спомиње чланицу Кола српских сестара из Врањског одбора Милеву Шкриљићку, учитељицу, коју су Бугари исекли на комаде 1915. године на пијаци врањској усред дана.
У јануару 1917. отпочео је насилну мобилизацију свих мушкараца од 18 до 45 година старости. Због тога је 26. фебруара 1917. избио Јабланичко -Топлички устанак у околини Куршумлије, Прокупља, Пусте реке, Јабланице и Рибарске Бање, под вођством резервног поручника Косте Војиновића „Косовца”.
Јаке окупаторске снаге (једна аустроугарска, једна бугарска дивизија, два немачка пука и велики број аустријским новцем потплаћених Албанаца са Косова) су га у крви угушиле средином марта 1917. године.
После угушења устанка на најзверскији начин побијено је преко 30.000 људи, жена и деце.
Топлички устанак је био једини народни устанак у позадини непријатеља у Првом светском рату.
Отпор народа у Србији и Црној Гори је све више растао и дошао до изражаја у честим нападима комитских одреда на аустроугарске и бугарске окупаторске снаге. Њих су предводили рањени и прездравели српски и црногорски официри и подофицири.
Једна од првих мера нове управе је била спровођење масовне депортације одраслих мушкараца. Генерални гувернер је 14. децембра 1916. наредио да се похватају сви војници између 18 и 50 година, као и сви учитељи, свештеници, новинари, посланици и сва сумњива лица. Међутим, под маском депортације, Бугари су извршавали масовна убиства. Људе су прво хапсили и наводно их упућивали у Софију, а заправо су их убијали на путу.
Од самог почетка окупације била је забрањена употреба српских личних имена, натписа, језика и писма.
Наредбом из 15. фебруара 1916. одузети су уџбеници и учила на српском језику. Наредбом из маја 1916. требало је одузети све српске књиге, мапе и слике из јавних установа, књижара и приватних кућа. Било је дозвољено трговати само бугарским књигама, као и књигама штампаним на другим страним језицима, сем на српском.
Међународна анкетна комисија је крајем 1918. године утврдила да је у крајевима око Ниша, Сурдулице и Зајечара убијено барем сто српских свештеника. По другим истраживањима, само у Врањском округу је убијено око 3500 људи. Такође је откривено да је већина људи који су наводну били слани у Софију, довођени у Сурдулицу и ту убијани. Рачуна се да је ту само у првих пар месеци окупације убијено између 2 и 3 хиљаде људи.
Академик Паул Мојзес наводи да се бугарски злочини у најмању руку могу означити као етничко чишћење а максимално као геноцид.
Италијански историчар Милован Писари наводи да су Бугари починили геноцид над Србима и потом слали своје свештенике да бугаризују преостало становништво.

### Сведочанства
Свештеник Милије Јончића оставио је сведочанство о убиству групе свештеника које су бугарски војници на превару повели према Белој Паланци: „На месту Јанкова падина, иза Големог камена, војници се постројише за трен ока и почеше да нас пушкарају у леђа. Настаде јаукање и самртни крици несретника. Ја почех бежати уз брдо… Око шест сати видех војнике са једним официром донесоше канте са гасом, полише несретнике свештенике и упалише их а даље од мене спазих како са брега свлаче мртвог Зарију, па и њега метнуше на ломачу…”
Егон Ервин Киш, књижевник, каплар 11. прашког пука, аустроугарске 9. дивизије, казао је:
Тек у Србији 1914. године схватио сам да је љубав према слободи малих народа јача сила од насиља великих и моћних. Тек сам овде схватио Шатобријана да неумитна сила – воља савлађује све, а да је слабост силе у томе што верује само у силу…
Пуковник фон Лустиг, аустроугарски официр за везу немачке 11. армије, ово је написао у свом извештају из фебруара 1916. године:
Бугари не пропуштају да искористе време своје окупације источне Србије и Македоније. Они су своју нову управу увели безобзирно и брутално. Рад на бугаризацији карактеришу два основна правца: уништење горњег и средњег слоја (интелигенције) домаћег становништва и насилно увођење бугарског језика.
Фон Лустиг је у једном свом извештају написао:
Тек коју недељу по заузимању Ниша, у граду се нигде није могао наћи српски натпис на улицама или радњама. Од Петровића, Марковића, Живковића, итд., једним потезом су настали Петрови, Маркови, Жекови (Живкови?).

## Логори
У току Првог светског рата аустроугарска власт појачала је терор у земљама у којима живе Срби и други јужни Словени под њеном влашћу.
Бугарска и аустроугарска војска су вршиле масовну депортацију цивила из њихових кућа у успостављене логоре. Цивили су морали да иду пешке или у вагонима, возовима или вагонима за стоку. До доласка у логоре смештене на територији бугарских градова попут Пловдива и Софије већ је било мртвих током пута. Пронађени су подаци за 22 логора.
На десетине хиљада југословенских родољуба из Босне и Херцеговине, Хрватске, Далмације, Војводине и Словеније интернирано је у концентрационе логоре у Добоју, Марибору, Араду, Ашаху, Комарну, Дахауу, Нежидеру, Болдогасоњу, Грацу и другим, а од преких судова као и у тзв. велеиздајничким процесима у Сарајеву, Бањој Луци, Загребу, Љубљани, Марибору и другим, осуђен је на смрт стрељањем или вешањем велики број људи.
Од логора које су аустроугарски окупатори успоставили за Србе, по свирепости и страхотама истиче се Добојски логор.
Остављена су бројна сведочења српских цивила смештеним у бугарским логорима. Људи око њих су масовно умирали од глади, болести и других разлога.
Систематске злочине потврђују како српски тако и бугарски и други извори.

## Злочини према ратним заробљеницима
Од почетка рата аустроугарске и бугарске трупе су изигравале одредбе међународног ратног права — Женевску конвенцију од 1907. године за заштиту рањеника, болесника, ратних заробљеника и цивилног становништва за време ратног сукоба и Хашку декларацију од 1899. године, којом је изричито забрањена употреба војних отрова и експлозивних пушчаних зрна дум-дум, као супротна захтевима човечности и јавне свести.
Аустроугарска војска масовно је стрељала заробљене српске војнике II и III позива, који су ратовали у свом оделу. Ни рањенике нису штедели.
Због крајњег нељудског поступка и тортура, зиме, глади, болести и исцрпљујућих тешких физичких радова, српски и црногорски ратни заробљеници су у масама умирали у аустроугарским и бугарским заробљеничким логорима.
Из директиве команданта аустроугарског 9. корпуса, 1914.:
Пре свега, не трпим да се неуниформисаним али наоружани људи непријатељске земље, било да се нађу у групама и појединачно, заробљавају. Они се имају безусловно поубијати…
Анри Барби, дописник париског „Илустрасиона”, казао је:
Принуђен сам да жигошем страховита варварства аустроугарских трупа. Да нисам својим очима гледао њихова недела и да нисам фотографисао њихове жртве, не бих веровао у злочине… За сада су њихови рањеници смештени заједно са Србима по српским болницама, негују их исто тако као и Србе.
Арчибалд Рајс, професор Лозанског универзитета, криминолог светског гласа, добровољац српске војске од 1914—1918, казао је:
Ваш народ зна шта је милосрђе и самилост, дивна особина људске душе, кад би се то могло најмање да очекује. Колико сам пута, на пример, у току рата видео, како су доведени непријатељски заробљеници, исцрпљени глађу. Уместо да буду груби према овим људима који су запалили њихове домове и побили њихове жене и децу, ваши војници су се сажалили над њиховим судбинама и давали им последње парче хлеба.
У селу Глишиће код Крагујевца окупатор је убио 35 цивила. У околини Лесковца су уништена читава села.

## Галерија
- Аустроугарска објава о стрељању и забрани изласка. Паланка, 9. мај 1917.
- Поспрдним тоном написана умрлица српској ћирилици коју је објавила аустроугарска управа по окупирању Београда
- Француско издање о ратним злочинима и кршењима конвенција ратовања бугарских трупа у окупираној Србији, 1919.
- Српски ратни заробљеник у Аустрији, 1915/16